# クレオパトラ (小惑星)
クレオパトラ (216 Kleopatra) は小惑星帯に位置する小惑星。1880年4月10日にオーストリアの天文学者ヨハン・パリサによってポーラ（現クロアチア領プーラ）で発見された。古代エジプト最後の女王クレオパトラ7世にちなみ命名された。

## 探査の歴史
クレオパトラは周期5.385時間で変光するが、その変光の幅は1等以上もある。そのため、軸の長さの比が3.4対1.3対1というかなり細長い楕円体が想定されていた。このような形状が安定して存在するためには密度の小さいことが必要条件になるが、分光観測の結果、クレオパトラは鉄とニッケルに富むM型小惑星であることがわかり、前者の条件と大きく矛盾していた。そのため、天文学者の間からは二重小惑星ではないかという指摘がなされていた。
1991年1月19日、アメリカ合衆国の北部でクレオパトラによる恒星の掩蔽（星食）が観測され、影の形から形状は細長い楕円体であることが確かめられた。なお、クレオパトラによる星食は少なくとも7回観測されており、7回目の星食は2006年4月22日に日本の茨城県で観測された。1999年10月25日、チリのラ・シラにあるヨーロッパ南天天文台の3.6メートル望遠鏡で補償光学による観測が行われた結果、ダンベル状もしくは二重小惑星と見られる形状が観測された。また同年には、1993年に行われたハッブル宇宙望遠鏡の観測により、クレオパトラがダンベル型の接触二重小惑星であると発表された。
2000年5月、スティーヴン・オストロ（Steven J. Ostro）率いるNASAの観測チームがプエルトリコにあるアレシボ天文台の電波望遠鏡からクレオパトラに向けてレーダー信号を発射、はね返ってきた信号を受信し、コンピュータで解析して画像を合成した。その結果、クレオパトラはダンベルもしくは犬用骨のように2つの塊が合体したような形をしていることが判明した。それまでにも、地球近傍小惑星をレーダー観測した例はあったが、小惑星帯の小惑星をレーダー観測したのはこれが初めてであった。
このような形状の小惑星は、二つの小惑星が低速で衝突することにより、破砕されずにくっついてしまったか、あるいは (4) ベスタのように核、マントル及び地殻を持った小惑星が衝突を繰返すうちにマントルや地殻を吹き飛ばされ、金属質の中心核だけが残った結果、形成されたと考えられている。

## 衛星
2008年9月19日、マウナケア天文台群のケックII望遠鏡での観測により、2個の小さな衛星が発見された。それぞれS/2008 (216) 1およびS/2008 (216) 2という仮符号で呼ばれていたが、2011年2月にクレオパトラとマルクス・アントニウスの間に生まれた双子のアレクサンドロス・ヘリオスとクレオパトラ・セレネにちなんでアレクスヘリオス（Alexhelios）、クレオセレネ（Cleoselene）と命名された。
| 名前                            | 名前                            | 直径 （km） | 軌道 傾斜角 （度） | 離心率 | 軌道 半長径 (km) | 公転 周期 （日） |
| ------------------------------- | ------------------------------- | ----------- | ------------------ | ------ | ---------------- | ---------------- |
| クレオセレネ S/2008 (216) 2     | クレオセレネ S/2008 (216) 2     | 3           | ?                  | ?      | ~380             | ~1.4?            |
| アレクスヘリオス S/2008 (216) 1 | アレクスヘリオス S/2008 (216) 1 | 5           | ?                  | ?      | ~650             | ~3?              |